# トゥルキ・アルフダイル
トゥルキ・モハメド・アルフダイル（Turki Mohammed Al-Khudayr、アラビア語: تركي الخضير ; 1980年-）はサウジアラビアのサッカー審判員。2009年からサウジ・プロフェッショナルリーグで審判を務め、2014年から国際サッカー連盟 (FIFA) 登録の国際審判員を務めており、2019年のAFCアジアカップや2015年のサウジアラビアクラウンプリンスカップ決勝でも審判を務めた。

## キャリア
2015年3月17日、彼は2018FIFAワールドカップ予選・ブルネイ対チャイニーズタイペイ試合を担当する。
2019年12月16日、インドスーパーリーグ・ベンガルール対ムンバイ・シティ （3-2でムンバイの勝利）の試合後、ムンバイ・シティ監督のジョルジュ・コスタは、この試合を担当したアルフダイルがムンバイ・シティのFWセルジュ・ケヴィンに対して人種差別的なジェスチャーを行ったとして申し立てを行った。申し立ては2019年12月17日に全インドサッカー連盟 (AIFF) に報告され、調査はアルフダイルに対して連盟によって開始された。 「AIFFは人種差別に対するゼロトレランスポリシーに従い、苦情は懲戒委員会に転送され、問題を調査し、有罪と判断された場合は適切な措置を講じる」と声明を出した 。